# Dvorec
Dvorec (Hongaars: Bánudvard) is een Slowaakse gemeente in de regio Trenčín, en maakt deel uit van het district Bánovce nad Bebravou.
Dvorec telt 440 inwoners.